# Лиманское (село, Одесская область)

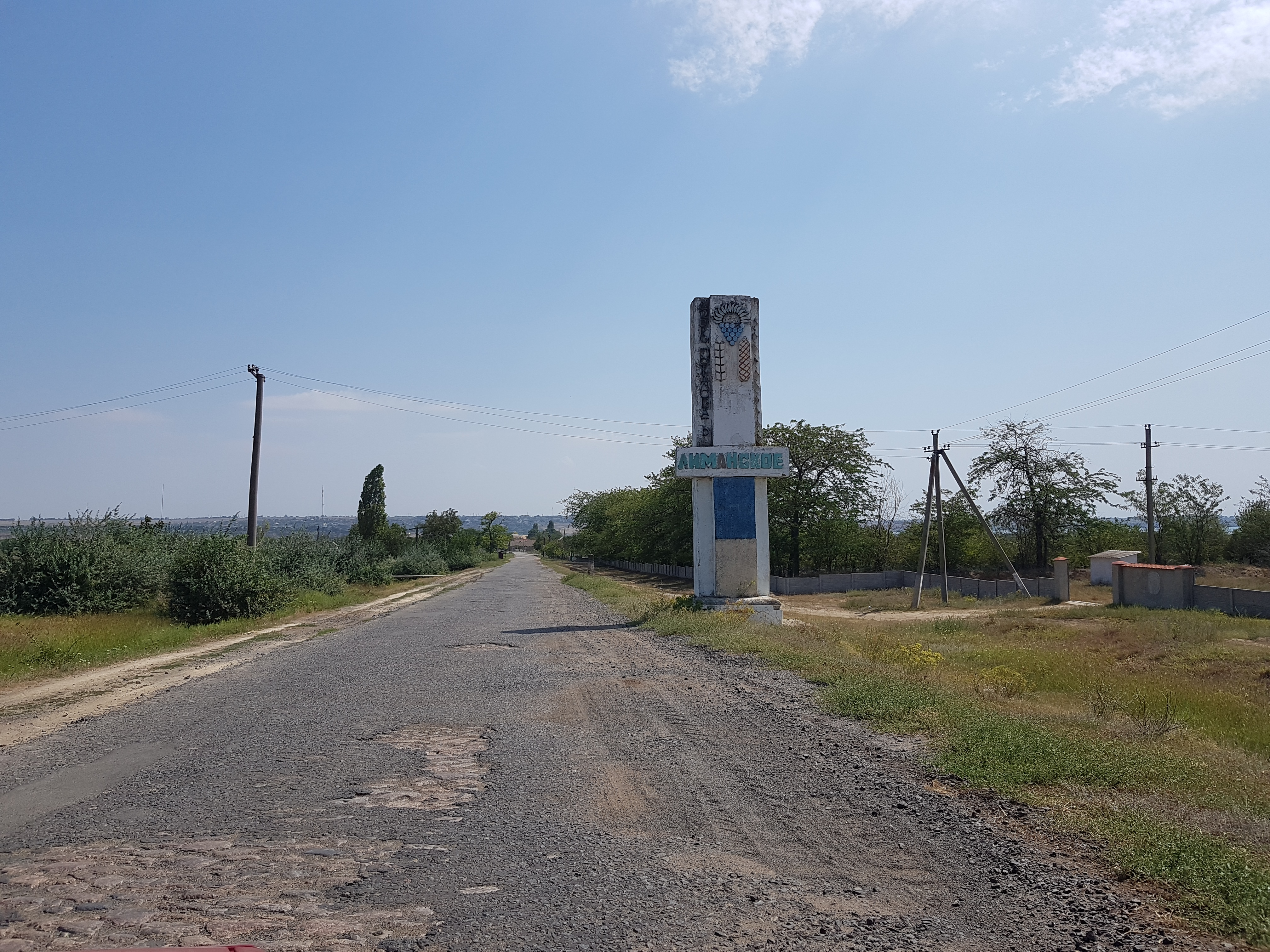
Монумент при въезде в село Лиманское

Лиманское (укр. Лиманське) — село в Ренийской городской общине Измаильского района Одесской области Украины.
Население по переписи 2001 года составляло 3302 человека. Почтовый индекс — 68811. Телефонный код — 4840. Занимает площадь в 3,35 км². Код КОАТУУ — 5124181701.
Расположен на крайнем юго-западе Украины, на берегу озера Кагул (озеро). Село имеет свой герб. Большинство жителей села молдаване.

## История
Лиманское – село, центр сельского совета, расположенное на расстоянии 18 км от районного центра на берегу озера Кагул. Дворов - 1064. Населення – 3153 жителей.
Первоначальное название села – Фрекэцей. Официальных данных возникновения села не сохранились, но первые упоминания датируются 1740 годом. Первыми его обитателями были народности из Балкан: румыны, турки, болгары, сербы, венгры. Этих людей привлекала благоприятнейшая местность и географическое расположение: мягкие климатические условия, наличие воды (озеро Кагул), плодородные земли Буджакской степи 
Бе 
В 1861 году в селе была построена церковь. На западной стене, при входе, изнутри, была выгравирована фамилия Марин Каравасили, одного из основателей этого храма. В 1982 году, при советской власти, церковь разрушили. Только в феврале 2015 года, при поддержке Фонда А.И. Урбанского «Придунавье» началось строительство храма. 7 мая 2015 года стройку освятил митрополит Одесский и Измаильский Агафангел, в закладке капсулы на месте будущего алтаря принял участие парламентарий А.Урбанский.
20 мая 2017 года под патронатом народного депутата Украины А.Урбанского состоялось освещение Свято-Троицкой церкви митрополитом Одесским и Измаильским.
В начале 1877 года была открыта для военного сообщения железная дорога Бендеры-Галац протяженностью 305 км. Она была построена в рекордный срок – за 3,5 месяца.
Первая начальная школа была основана румынскими властями в 1926 году. В 1937 году школа переименована в семилетнюю, в 1958 году – в восьмилетнюю, в 1974 году в среднюю. Первым директором школы был пан Каранфил, а учителями – Бурля, Казаку, Куля, Мокану, пани Бузя. При советской власти были Потложа Елена Георгиевна и Бачурская Надежда Федоровна. Первой пионервожатой в 1944 – 1948 годах была Пахопол Екатерина Леонидовна. Затем Долганюк М.И. Немало талантливых людей вышло в те годы из нашей школы. Среди них ученые, инженеры, педагоги, музыканты. Это Топалы В.П. – академик ядерной физики Российской Федерации, Станчу А.В. –доцент Кишиневского политехнического института, Пахопол Савелий Л. – директор научных издательств Молдовы, Бурля Дмитрий и Владимир – профессора Тираспольского госуниверситета, Мокану Владимир Афанасьевич – директор филологических наук доцент Тираспольского госуниверситета, Галажу И.Я. –доктор экономических наук Молдовы, Аждер Василий В. Доцент Кишиневского политехнического института, Раду Иван Иванович – музыковед профессор Бельцкого университета.
Первого сентября 2003 года была сдана в эксплуатацию новая школа, которая является гордостью села. На сегодняшний день в Лиманской общеобразовательной школе І-ІІІ ступеней учатся 325 школьников и трудятся 40 учителей. В ноябре 2011 года было завершено строительство второй очереди Лиманской школы с огромным спортивным залом, актовым залом, комфортабельной столовой, просторными кабинетами.
В период Второй мировой войны 140 жителей села сражались с врагом, 78 из них награждены орденами и медалями, 62 воина - односельчан погибли. После окончания войны в селе были организованы 3 хозяйства: колхоз «Первое Мая», колхозы «Красное знамя» и «Светлый путь», которые сохранились до середины пятидесятых годов, а потом были воссоединены в одно хозяйство – колхоз «Первое Мая». В 1975 году колхоз был переименован в семеноводческий совхоз «Первое Мая», а 30 июня 1996 года – в открытое акционерное общество «1 Мая».
В селе два базовых предприятия: сельскохозяйственное – общество с ограниченной ответственностью «Нисо-Агро» и рыболовецкое – общество с ограниченной ответственностью РИФ-2012, есть сельская врачебная амбулатория общей практики семейной медицины, детское учебное заведение «Ивушка» на 74 детей, две библиотеки, Дом культуры на 350 мест, коммунальное предприятие «Виктория», две железнодорожные станции с остановками, 8 магазинов.
На территории села обнаружены остатки поселения и могильник Черняховской культуры (III—V вв. н. э.).
В 1945 г. Указом ПВС УССР село Фрикацей переименовано в Лиманское.

## Климат
Климат умеренно континентальный. В год выпадает от 500—600 мм осадков. Зима в большинстве случаев мягкая, температура редко понижается до −15°С. В марте и апреле погода прохладная, средняя температура +10°С. В мае погода теплая, средняя температура +25°С. Именно в этом месяце обычно начинаются грозы и длятся они до сентября. В июне и июле учащаются грозы и выпадают много дождей, иногда с градом. В августе погода жаркая, засушливая, температура иногда достигает +42°С. При сильных грозах возникают пыльные бури, так как в это время земля засохшая. Осенью погода пасмурная и дождливая (чаще всего в октябре и ноябре).

## Население
По данным переписи населения 2001 года, в Лиманском проживало 3302 человека. В настоящее время численность населения снижается, так как часть людей было вынуждено уехать за рубеж в поисках лучшей жизни или же чтобы заработать денег. Чаще всего население уезжает в Россию, Италию и Испанию.

## Национальный состав
Национальный состав села составляют этнические румыны и молдаване, многие жители села свободно могут разговаривать на русском языке.

## Транспорт
Между селом Лиманское и городом Рени регулярно ездит сельский автобус, который по пути проезжает через село Долинское.
В селе есть две железнодорожные станции: Лиман-Дунайский и Фрикацей, через которые проезжает междугородний поезд по ж/д маршруту Рени-Этулия утром и вечером.